# Deighton Lisle Ward
Deighton Lisle Ward, né le 16 mai 1909 dans les Îles-du-Vent britanniques et mort le 9 janvier 1984 à Barbade, est le Gouverneur général de la Barbade de 1976 à sa mort.

## Biographie
En 1958, Deighton Lisle Ward était l'un des candidats du parti travailliste de la Barbade lorsqu'il remporta quatre des cinq sièges à la Chambre des représentants au Parlement fédéral (de la Barbade). Franc-maçon, il était également président de la Barbados Football Association . Le premier gouverneur général autochtone, Sir Arleigh Winston Scott, a pris ses fonctions en 1967 après l'indépendance de la Barbade en 1966. Dix ans plus tard, Sir Arleigh est décédé et, le 17 novembre 1976, Sir Deighton Ward a été assermenté au poste de gouverneur général. Le gouverneur général de la Barbade est le représentant national nommé par la reine de la Barbade. La reine de la Barbade est également le chef d'État de quinze États des anciennes nations du Commonwealth, anciennes colonies de la Grande-Bretagne. Deighton Ward a été gouverneur général de la Barbade de 1976 à 1984, année de sa mort. Il était un chevalier grand croix de l'ordre royal victorien et un chevalier grand croix de l'ordre le plus distingué de saint Michel et saint Georges.